# Oberea palawanensis
Oberea palawanensis är en skalbaggsart som beskrevs av Stefan von Breuning 1962. Oberea palawanensis ingår i släktet Oberea och familjen långhorningar.
Artens utbredningsområde är Filippinerna. Inga underarter finns listade i Catalogue of Life.